# 謝爾珀河
51°46′42″N 9°24′47″E / 51.778439°N 9.413147°E
謝爾珀河（德語：Schelpe），是德國的河流，位於該國西部，處於北萊茵-威斯特法倫州，屬於威悉河的左支流，河道全長13公里，流域面積19.7平方公里。